# Jörg Mauthe
Jörg Mauthe (* 11. Mai 1924 in Wien; † 29. Jänner 1986 ebenda) war ein österreichischer Journalist, Schriftsteller und Kulturpolitiker.

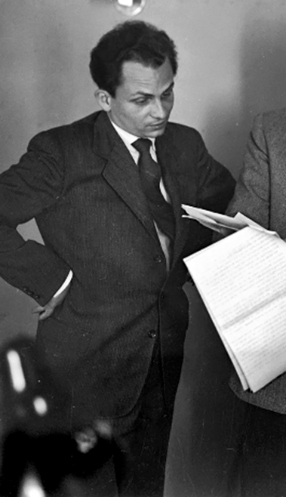
Mauthe bei einer Besprechung im Studio des Senders Rot-Weiß-Rot (spätestens 1954)

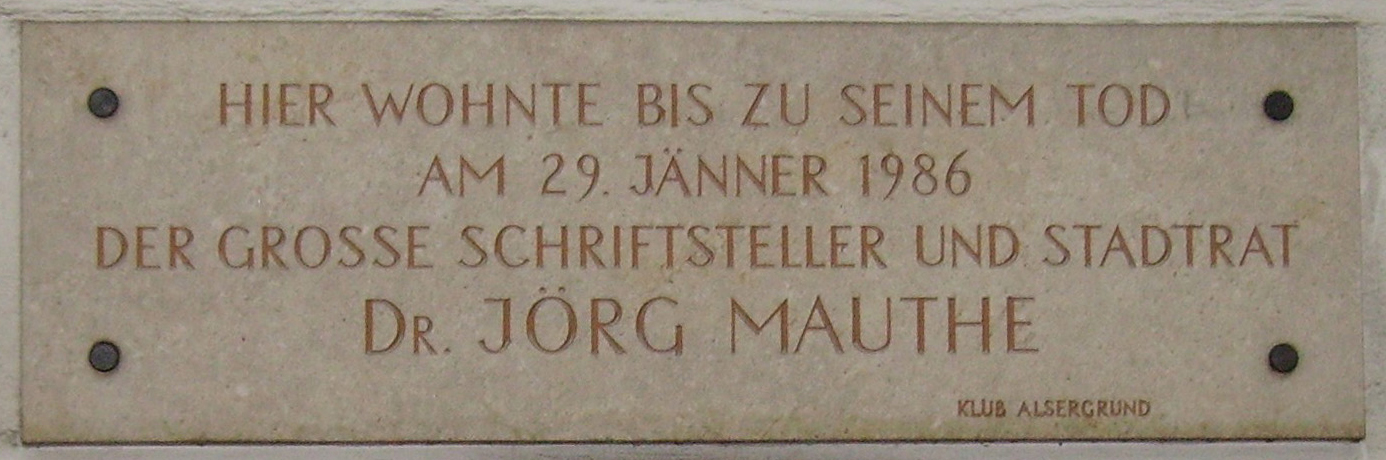
Gedenktafel an Mauthes Wohnhaus

## Leben
Mauthe studierte nach dem Gymnasium an der Universität Wien Kunstgeschichte und Germanistik. 1948 wurde er mit der Arbeit Venezianische Hausformen des Mittelalters zum Dr. phil. promoviert. Er arbeitete ab 1947 als Journalist, ab 1950 als Kunstkritiker für die katholische Wochenzeitschrift Die Furche und ab 1955 als Kulturredakteur der Wiener Tageszeitung Die Presse.
Mauthe war parallel dazu beim US-amerikanischen Besatzungssender Rot-Weiß-Rot Leiter der Abteilung Wort, wo er u. a. mit Peter Weiser, dem Regisseur Walter Davy und 1951–1953 mit Ingeborg Bachmann zusammenarbeitete, die für die von ihm konzipierte, beliebte Hörfunkserie Die Radiofamilie (1952–1960) schrieb. Er betreute auch die sehr erfolgreiche kritisch-satirische Wochensendung Der Watschenmann (1950–1955 und 1967–1974).
Ab 1967, als Gerd Bacher nach dem Rundfunk-Volksbegehren zum Leiter des ORF, der staatlichen Radio- und Fernsehanstalt, bestellt wurde, war er Kulturredakteur und Programmplaner für das ORF-Fernsehen, wo er auch an Drehbüchern mitwirkte, so 1968 für Die Donaugeschichten und in den 1980er Jahren für Familie Merian. Ab 1975 war Mauthe als Kolumnist für die Wiener Tageszeitung Kurier tätig.
Der damalige Landesparteiobmann der ÖVP Wien, Erhard Busek, konnte den parteiunabhängigen Mauthe für die Mitarbeit gewinnen. Vom November 1978 bis zu seinem Tod war er für die ÖVP Wiener (nicht amtsführender) Stadtrat (siehe Landesregierung und Stadtsenat Gratz III, Gratz IV und Zilk I), bis 1983 außerdem Abgeordneter zum Wiener Landtag und Gemeinderat. In den 1980er-Jahren zählte Mauthe gemeinsam mit einigen anderen Wiener Intellektuellen zu den um Erhard Busek versammelten „bunten Vögeln“, die der Wiener ÖVP ein neues, lebensfrohes, junges und dynamisches Erscheinungsbild verliehen. Wichtige Wahlkampfthemen der „bunten Vögel“ waren Umweltschutz, Stadterneuerung sowie Ausbau der direkten Demokratie.
Als Stadtpolitiker setzte sich Mauthe besonders für Stadtbilderhaltung und Denkmalpflege, die Wiederbelebung des echten Wienerliedes, die Beiselkultur und die Neue Wiener Küche ein und war der geistige Vater der Grätzelfeste und des Stadtfestes. Auch der „Altwiener Christkindlmarkt“ auf der Freyung, ein Adventmarkt nach Alt-Wiener Vorbild, geht auf die Idee von Jörg Mauthe zurück.
Laut Manfried Welan, der wie Mauthe innerhalb der Wiener ÖVP-Politiker zu „Buseks bunten Vögeln“ zählte, hatte Jörg Mauthe „ein klares Bild von einem Politiker. Er sah ihn als ‚dienenden Bruder‘. Das Schöne und das Gute waren für ihn ‚die beiden fundamentalen Maßstäbe allen menschlichen Tuns und Denkens‘, auch in der Politik.“ Davon, so Welan, sei das Schönheitsmanifest geprägt, das Mauthe zusammen mit Günther Nenning im Mai 1984 publizierte.
Während des Konfliktes bei der Hainburger Au stand der bekennende Umweltschützer Jörg Mauthe 1984 auf der Seite der Aubesetzer. Bei der Pressekonferenz der Tiere zur Unterstützung des „Konrad-Lorenz-Volksbegehrens“ gegen den Bau des Kraftwerks erschien er als Schwarzstorch verkleidet.
1972 kaufte der begeisterte Tarockspieler die Burgruine Mollenburg bei Weiten im Waldviertel, die er restaurierte und wo im Turm der alten Burg auch seine Urne aufbewahrt wird.
In seinen literarischen Werken (insbesondere in den beiden Romanen Die große Hitze und Die Vielgeliebte) setzte sich der Protestant Mauthe immer mit Österreich und speziell mit Wien auseinander. Die Frage nach dem Österreichischen stellte er sich permanent. Mauthes Vorbilder waren Nestroy, Raimund, Musil, Roth und Doderer. Die typisch österreichische Lebensart (katholische Tradition, Sprache etc.) sah Mauthe dabei als Antagonismus zum (protestantischen) „Deutschen“.
Mit seinem nahenden Tod befasste sich Mauthe im 1986 posthum erschienenen Text Demnächst. Er beginnt mit einer Tagebucheintragung vom 8. Juli 1985: Demnächst werde ich sterben. Ich begriff es schon in der ersten Minute der Visite.
Jörg Mauthe war ab 1958 Mitglied der Freimaurerloge Lessing Zu den 3 Ringen und Gründungsmitglied der Logen Libertas (1960) und Libertas Gemina (1965). Er beschäftigte sich auch publizistisch mit der Freimaurerei in Österreich, deren Entwicklung er kurz vor seinem Tod auch kritisierte. Nach einer Hochblüte der Wiener Freimaurerei in den 1960er und frühen 1970er Jahre, so Mauthe, habe ein Niedergang eingesetzt: "Neuaufnahmen geschahen zu eilig und zu unbedacht, allerhand Gelegenheitssucher und Geschäftemacher schlüpften durch die Ballotagen, auf Geist wurde weniger geachtet als auf Bekanntheitsgrade, und argerweise mischte sich Politisches ein."

## Ehrungen
- Theodor-Körner-Preis
- 1987: Am ersten Todestag Enthüllung der Gedenktafel an seinem ehemaligen Wohnhaus in Wien 9., Günthergasse 1.
- 1987: Ausschreibung des Dr.-Jörg-Mauthe-Preises für vorbildliche Leistungen um das Wiener Stadtbild.
- 1991: Benennung des Jörg-Mauthe-Platzes im 9. Wiener Gemeindebezirk, Alsergrund; der Platz ist die Kreuzung zwischen Porzellangasse, Servitengasse, Schlickgasse und Berggasse.

## Werke

### Eigene Publikationen
- Des Narren Abenteuer und Meinungen. Mit Federzeichnungen vom Verfasser. Wiener Verlag, Wien 1947.
- Zusammen mit Peter Weiser: Familie Floriani. Ein wienerischer Jahreslauf in dreißig Bildern. Nach der „Radiofamilie“ des Senders „Rot-Weiß-Rot“. Mit Illustrationen von Erni Kniepert. Kremayr & Scheriau, Wien 1954.
- Wiener Knigge. Mit Zeichnungen von Rudolf Rhomberg. Andermann, Wien 1956.
Neuauflage: Mit Illustrationen von Rudolf Rhomberg. Hunna, Wien 1965.
How to be a Viennese. Illustrations by Rudolf Rhomberg. English translation by Majorie Kerr Wilson. Hunna, Wien 1966.
Neuauflage: Mit Zeichnungen von Rudolf Angerer. Amalthea, Wien 2007, ISBN 978-3-85002-060-2.
- Wien für Anfänger. Ein Lehrgang in 10 Lektionen. Mit Zeichnungen von Paul Flora. Diogenes, Zürich 1959.
Neuauflage: Edition Löwenzahn, Innsbruck 2001, ISBN 3-7066-2270-X.
- Der gelernte Wiener. Mit Zeichnungen von Wilfried Zeller-Zellenberg. Forum, Wien 1961.
- Zusammen mit Barbara Pflaum: Wie ist Wien. Hunna, Wien 1961.
- … belieben zu speisen? Mit Zeichnungen von Wilfried Zeller-Zellenberg. Forum, Wien 1962.
- Die große Hitze oder Die Errettung Österreichs durch den Legationsrat Dr. Tuzzi. Molden, Wien 1974, ISBN 3-217-00605-4.
Neuauflage: Edition Atelier, Wien 2011, ISBN 978-3-900379-10-0 und 2017, ISBN 978-3-903005-30-3.
- Nachdenkbuch für Österreicher, insbesondere für Austrophile, Austromasochisten, Austrophobe und andere Austriaken. Molden, Wien 1975, ISBN 3-217-00702-6.
Neuauflage: Edition Atelier, Wien 1987, ISBN 3-900379-11-4.
- Wien – Spaziergang durch eine Stadt. Mit Photographien von Fred Peer. Residenz, Salzburg 1975.
Neubearbeitete Auflage: Residenz, Salzburg 1979, ISBN 3-7017-0215-2.
- Die Vielgeliebte. Molden, Wien 1979, ISBN 3-217-00992-4.
Neuauflage: Edition Atelier, Wien 2011, ISBN 978-3-900379-03-2.

posthum
- Demnächst oder Der Stein des Sisyphos. Edition Atelier, Wien 1986, ISBN 3-7008-0327-3.
Neuauflage: Edition Atelier, Wien 2012, ISBN 3-900379-09-2
- Die Bürger von Schmeggs. Tagebuch eines Ortsunkundigen. Mit Illustrationen von Paul Flora. Edition Atelier, Wien 1989, ISBN 3-900379-30-0.
- Der Weltuntergang zu Wien und wie man ihn überlebt, austriakische Einsichten in zukünftige Aussichten. Edition Atelier, Wien 1989, ISBN 3-900379-35-1.

### Sonstige Publikationen
- (Hrsg.): Wiener Meisterfeuilletons von Kürnberger bis Hofmannsthal. Wiener Verlag, Wien 1946.
- (Hrsg.): Wiener Lesebuch. Edition Atelier, Wien 1983, ISBN 3-900379-01-7.
- (Hrsg.): Neues Wiener Lesebuch. Edition Atelier, Wien 1985.

1980 gründete Mauthe die Zeitschrift „Wiener Journal“, die bis 2002 in der von ihm vorgegebenen Ausrichtung „gegen den Zeitgeist“ erschien und dann von der „Wiener Zeitung“ als Lifestyle-Magazin weitergeführt wurde.
Er veröffentlichte zahlreiche weitere Artikel und Essays, so etwa das Vorwort zu:
- Christian Brandstätter (Hrsg.): Österreich wie es war. Photographische Ansichten 1860–1925. Lichtbilder von Bruno Reiffenstein u. a. Molden, Wien 1981, ISBN 978-3-217-00902-8.